# Perplexity.ai

Perplexity

Perplexity AI ist eine Konversations-Suchmaschine, die Anfragen mithilfe von KI-Sprachmodellen bearbeitet.

## Geschichte
Das Unternehmen Perplexity wurde im August 2022 gegründet und hat seinen Sitz in San Francisco.
Die vier Gründer sind:
- Aravind Srinivas, der CEO (Chief Executive Officer) von Perplexity, arbeitete vor der Gründung bei OpenAI, Google bzw. DeepMind;[4]
- Andy Konwinski, wirkte vor der Gründung bei Databricks mit und hält nun die Position des Präsidenten von Perplexity inne;[5]
- Denis Yarats, der CTO (Chief Technology Officer) von Perplexity, war zuvor als KI-Forschungswissenschaftler bei Meta tätig;[6] und
- Johnny Ho, der CSO (Chief Strategy Officer), arbeitete zuvor bei Quora.[7]

Im gleichen Jahr, 2022, wurde Perplexity gestartet und ging online. Die Suchmaschine hatte im Januar 2024 etwa 10 Millionen regelmäßige Benutzer, deren Zahl stetig wächst.
Im August 2025 unterbreitete Perplexity Google LLC ein Angebot zum Kauf dessen Browsers Google Chrome für 34,5 Milliarden US-Dollar in bar.

## Finanzen

### Investoren (Auswahl)
Zu den Investoren gehören unter anderem:
- Jeff Bezos[12]
- Nvidia[12]
- SoftBank Group[13]
- B Capital[14]
- Y Combinator[15]
- Altimeter Capital[15]

Außerdem existieren strategische Partnerschaften, wie z. B. mit Samsung und der Deutschen Telekom, um die Suchmaschine weiter zu verbreiten.

### Kennzahlen

#### Bewertung
| Zeitpunkt     | Bewertung in Mrd. US-Dollar |
| ------------- | --------------------------- |
| Januar 2024   | 0,52                        |
| Juni 2024     | 3                           |
| Dezember 2024 | 9                           |
| März 2025     | 18                          |

Damit stieg die Bewertung innerhalb von 14 Monaten um mehr als das 34-fache auf 18 Mrd. US-Dollar.

#### Umsatz
| Zeitpunkt       | Jahresumsatz in Mio. US-Dollar |
| --------------- | ------------------------------ |
| 2022            | 15                             |
| 2023            | 24                             |
| 2024            | 63 bzw. 80                     |
| 2025 (Prognose) | 100                            |

Der Umsatz setzt sich aus den Perplexity Pro und -Enterprise Abonnements zusammen.

#### Nutzungszahlen
| Zeitraum                    | Aktive Nutzer |
| --------------------------- | ------------- |
| 2. Halbjahr 2023            | 4 Mio.        |
| 1. Halbjahr 2024            | 15 Mio.       |
| 2. Halbjahr 2024            | 20 Mio.       |
| 1. Halbjahr 2025 (Prognose) | 22 Mio.       |

#### Downloadzahlen der App
| Zeitraum                     | Anzahl Downloads |
| ---------------------------- | ---------------- |
| 2. Halbjahr 2023             | 1,2 Mio.         |
| 1. Halbjahr 2024             | 4,9 Mio.         |
| 2. Halbjahr 2024             | 7,8 Mio.         |
| Gesamt seit Veröffentlichung | 13,9 Mio.        |

#### Geografische Verteilung der Nutzer
| Land        | Anteil der Nutzer |
| ----------- | ----------------- |
| Indonesien  | 24,78 %           |
| Indien      | 22,16 %           |
| USA         | 16,22 %           |
| Philippinen | 3,3 %             |
| Mexico      | 2,65 %            |

## Produkte
Perplexity AI wurde als Recherchetool konzipiert, das im Gegensatz zu herkömmlichen Suchmaschinen die Ergebnisse als Text in natürlicher Sprache anzeigt und mit Quellen und Zitaten auf Webseiten verweist, anstatt nur Links zu Webseiten anzuzeigen.
Obwohl das Unternehmen auch zwei eigene Sprachmodelle – Sonar (basierend auf Llama 3.3 von Meta) und R1 1776 (basierend auf DeepSeek R1) – weiterentwickelt hat, verwendet es als sogenannter Wrapper hauptsächlich existierende Modelle anderer Unternehmen wie OpenAI und Anthropic.
Perplexity AI basiert auf einem Freemium-Prinzip. Es gibt eine kostenlose, und die kostenpflichtigen Pro- und Max-Versionen.

### Kostenlose Version
Diese Version kann sowohl mit, als auch ohne Registrierung genutzt werden. Sie verwendet das GPT-3.5-Modell von OpenAI mit der Browsing-Erweiterung. Darüber hinaus ist es möglich, sich sogenannte „Spaces“ zu erstellen, um gezielt zu der gleichen Sache recherchieren zu können und die Ergebnisse mit anderen Nutzern auszutauschen. Außerdem können registrierte Nutzer der kostenlosen Version auch bis zu fünfmal täglich die Funktionen der Pro-Version "Pro Search" oder "Deep Research" nutzen und bei bis zu 10 Suchanfragen Dokumente anhängen.

### Kostenpflichtige Pro-Version
Der Hauptunterschied zur kostenlosen Version ist, dass der erweiterte Funktionsumfang unbegrenzt oft verwendet werden kann. Dazu zählen:
- Pro-Search: Hier sucht Perplexity länger und ausführlicher und gibt bis zu dreimal mehr Quellen an[31]. Hierzu wird auf folgende KI-Modelle zugegriffen, die der Nutzer auswählen kann[32]: Dazu gehören unter anderem das hauseigene Modell Sonar Large, GPT-5 und o3 von OpenAI, Claude 4.0 Sonnet und Claude 4.0 Sonnet Reasoning[33] von Anthropic, Gemini 2.5 Pro von Google, und Grok 4 von X.AI[34]. Mit dem Pro-Abonnement kann man bis zu 600 Pro-Search-Anfragen am Tag nutzen.[35]
- Deep Research: Das hauseigene Recherchemodell liefert wesentlich längere und ausführlichere Antworten, die wesentlich mehr in die Tiefe gehen. Dazu werden 2 bis 4 Minuten benötigt. Es sucht, wie auch ein Mensch suchen würde: Zuerst wird gesucht, danach ein Rechercheplan entwickelt, nach dem dann gesucht wird. Je nach Suchergebnissen wird dieser Plan dann angepasst. Sobald das Quellenmaterial vorhanden ist, wird ein detaillierter Bericht geschrieben. Der entstandene Bericht kann als PDF, DOCX oder Markdown-Datei gespeichert, oder als Perplexity Page veröffentlicht werden.[36] Es kann unbegrenzt oft auf die Recherchefunktion zugegriffen werden.[37]
- Perplexity Labs: Pro-Nutzer können im Monat bis zu 50 mal die Anwendung benutzen. Labs erstellt nicht nur Ausgaben in natürlicher Sprache, sondern auch Tabellenkalkulationen, Diagramme, Präsentationen, und einfache Webanwendungen oder Artikel mit generierten Bildern. Labs führt verschiedene KI-Anwendungen zusammen, wie z. B. Deep Web Browsing, Codeausführung und Diagramm- und Bildererstellung. Dazu benötigt das Programm ungefähr zehn Minuten.[38][39]
- Bilder generieren: Bis zu 50 am Tag in der kostenpflichtigen Version. Es stehen vordefinierte Stile zur Auswahl. Die Bildgenerierung erfolgt entweder über einen Prompt in der Anfrageleiste oder über das Bilder-Menü nachträglich zu einer Suchanfrage. Zur Auswahl stehen GPT Image 1 und DALL-E 3 von OpenAI, Flux.1 von Black Forest Labs, Gemini 2.0 Flash von Google[40][41]
- Videos generieren: Mit der Pro-Version können Nutzer bis zu 5-mal Videos frei generieren oder aus Bildern Videos erstellen. Es wird das Veo 3-Modell von Google im schnellen Modus verwendet. Sie werden ausschließlich im Querformat (16:9) erstellt und sind immer 8 Sekunden lang.[42]

### Kostenpflichtige Max-Version
Die Max-Version positioniert sich über der Pro-Version. Mit dieser Version sind unbegrenzt viele Nutzungen der Labs-Funktion möglich, und die Pro-Suche wird um die KI-Modelle o3-pro von OpenAI und Claude Opus 4.1 von Anthropic erweitert. Die Videogenerierung erfolgt mit Veo 3 in hoher Qualität und es sind bis zu 15 monatlicher Benutzungen möglich. Außerdem soll ein früherer Zugang zu dem Browser Comet und anderen neuen Funktionen möglich sein.

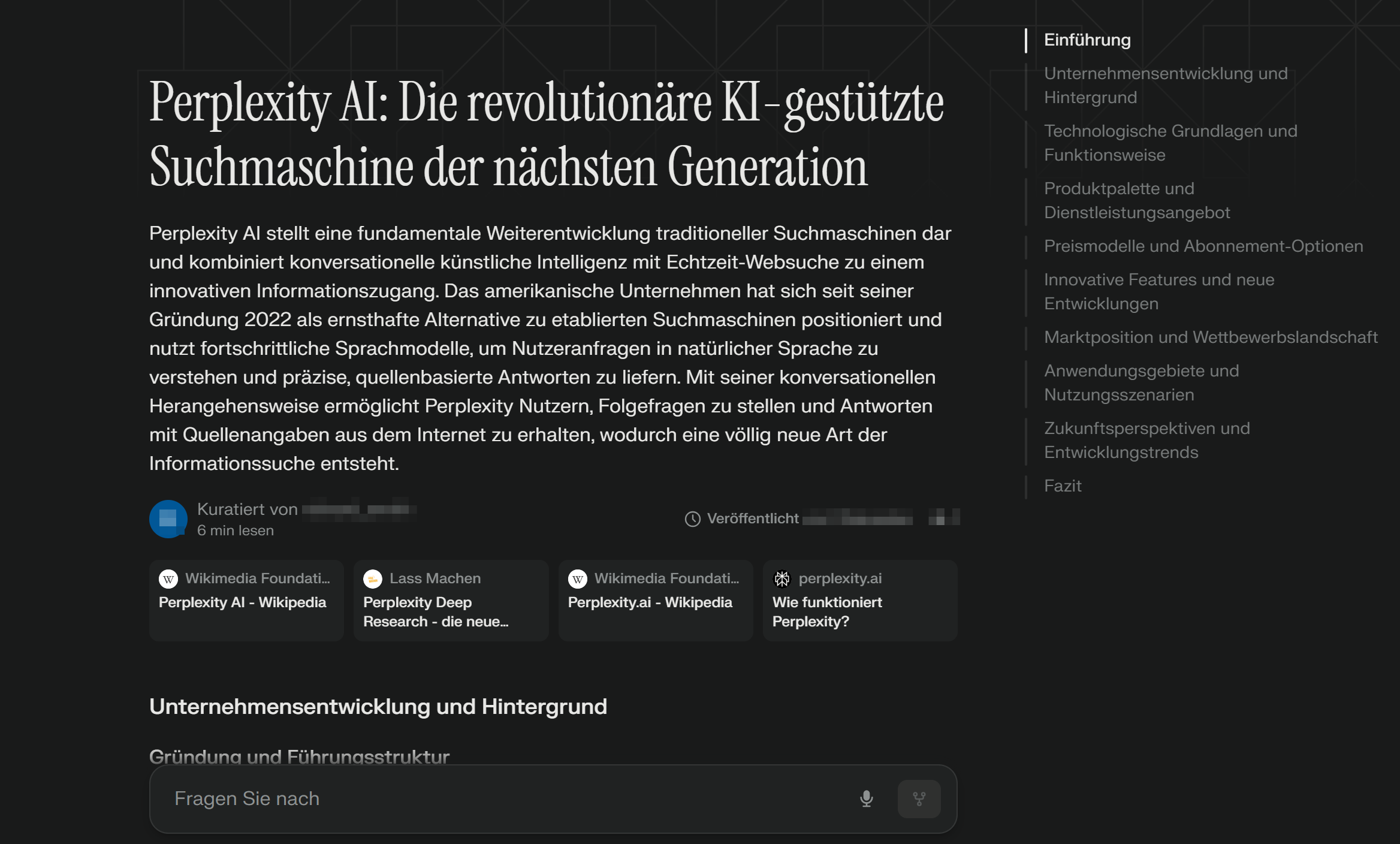
Perplexity Page

### Perplexity Pages
Hierbei handelt es sich um Artikel, die von Nutzern durch Perplexity erstellt und veröffentlicht worden sind. Entweder kann man einen Thread in eine Page umwandeln, oder sie neu erstellen lassen. Obzwar Perplexity den Artikel schreibt, kann der Nutzer ihn anpassen, z. B. indem er Abschnitte löscht und ergänzt, oder Bilder hinzufügt. Zu jeder Aussage werden Quellen angezeigt.

### Android-Assistent
Mit dem Perplexity Assistant ist ein weiterer Sprachassistent für Android-Smartphones auf dem Markt. Dieser ist KI-gestützt und kann daher auf Fragen antworten, aber auch ohne Plug-Ins mit anderen Apps zusammenarbeiten. Das ermöglicht z. B. das Öffnen von YouTube-Videos oder das Wiedergeben von Musik über Spotify. Außerdem kann er genutzt werden, an Kontakte KI-formulierte E-Mails oder Nachrichten zu versenden, Benachrichtigungen zusammenzufassen, Erinnerungen zu erstellen oder Tischbuchungen in einem Restaurant vorzunehmen.

### Perplexity Comet
Comet ist ein Chromium-basierter KI-Browser, der eigenständig Aufgaben übernehmen kann. Die Suchmaschine ist Perplexity selbst, und er besitzt einen permanent eingeblendeten KI-Assistenten, welcher Aufgaben wie Hotelbuchungen, E-Mails verfassen oder Warenkörbe füllen ausführen, falls der Nutzer dies erlaubt. Durch das Kontextgedächtnis sind sitzungsübergreifende Erinnerung an Tabs möglich und es erleichtert mehrstufige Recherchen. Persönliche Daten sind laut Perplexity lokal gespeichert und werden nicht zum Training von KI-Modellen verwendet. Aktuell existiert erstmal eine Windows- und Mac-Version und es können nur Abonnenten der Perplexity Max-Version oder Pro-Nutzer per Einladung darauf zugreifen.

### Perplexity für Unternehmen
Perplexity bietet eine Version namens Enterprise für Unternehmen zur Recherche an. Die Standardversion ist kostenlos, Enterprise Pro kostenpflichtig. Durch den Einsatz sogenannter „Spaces“ sollen Unternehmen auch gemeinsam an bestimmten Unterthemen recherchieren können.

### Fanshop
Unter dem Namen „Perplexity Supply“ betreibt das Unternehmen einen Webshop mit Fanartikeln.

## Unterschiede zu anderen KI-Modellen
Als Hauptunterschied kann der Fokus auf die Recherche angesehen werden. Perplexity wurde zu diesem Zweck gegründet und ist daher kein herkömmlicher Chatbot, sondern eher eine Suchmaschine. Daher wird es auch als „Antwortmaschine“ bezeichnet.
Im Vergleich zu anderen KI-Chatbots, die lange nicht auf das Internet zugriffen, spezialisierte sich Perplexity schon früh auf das Suchen im Internet. Außerdem stehen für Nutzer mit der kostenpflichtigen Version verschiedene KI-Modelle zur Auswahl, und nicht nur eines.

## Kritik
Da Perplexity auch Inhalte aus kostenpflichtigen und nicht frei zugänglichen Medienbeiträgen wiedergibt, ist das Unternehmen Rechtsstreitigkeiten und Kritik ausgesetzt. Um künftig anteilig am Erlös von Perplexity mit aus Spiegel-Artikeln erzeugten Inhalten beteiligt zu werden, ging die Spiegel-Verlagsgruppe Mitte 2024 eine Kooperation mit der Suchmaschine ein.
Außerdem gibt es Beschuldigungen gegenüber Perplexity, dass Inhalte ohne Quellenangabe und Erlaubnis wörtlich aus Nachrichtenseiten wie z. B. Forbes, CNBC, Bloomberg und der New York Times kopiert werden oder Perplexity auf Artikel zugreift, die hinter einer Bezahlschranke liegen.
Daneben wurde bekannt, dass Perplexity den Robots Exclusion Standard von Webseiten ignoriert.
Weiterhin besteht das Risiko, dass Perplexity – wie auch andere KI-gestützte Suchmaschinen – Falschinformationen anzeigt.

## Sonstiges
Mit Perplexica existiert eine Open-Source-Alternative gleichen Prinzips, die sich explizit auf Perplexity bezieht. Anders als Perplexity ist Perplexica.io aber nur nach Registrierung und Log-in benutzbar.